# Mount Strahan
Der Mount Strahan ist ein 855 Meter hoher Berg im Westen des australischen Bundesstaates Tasmanien.
Er liegt im Südwestteil der West Coast Range, westlich des Hauptkamms, und dominiert, wie der Mount Sorell, den Macquarie Harbour über der Sarah-Insel.
Seinen Namen erhielt der Mount Strahan von Thomas Bather Moore.